# جاسمین کارا
جاسمین کارا (به انگلیسی: Jasmine Kara) (زادهٔ ۲۳ ژوئن ۱۹۸۸) خواننده و ترانه‌سرای اهل سوئد است. او در سال ۲۰۱۲ در شوی آلسانگ پو اسکانسن (به سوئدی: Allsång på Skansen) و همچنین مراسم ازدواج ویکتوریا، ولیعهد سوئد و دانیل وستلینگ در استکهلم شرکت کرده‌است. او در اواخر سال ۲۰۱۱ در مسابقات کرسلاگت (به سوئدی: Körslaget) شبکهٔ تی‌وی ۴ (سوئد) شرکت‌کننده بود، ولی در دور اول حذف شد. مادر او سوئدی و پدرش ایرانی است.

## زندگی‌نامه
جاسمین در شهر اوربرو سوئد زاده و بزرگ شد. مادرش سوئدی و پدرش ایرانی است. به‌گفتهٔ خودش در پایان سال‌های نوجوانی وارد رابطه‌ای آزاردهنده می‌شود. جاسمین کارا یک کتاب زندگی‌نامه به نام Hälsa henne att hon ska dö (فارسی: به او بگو که خواهد مُرد) نوشته که در آن به دوران کودکی و رابطهٔ عاطفی آزاردهنده‌ای واردش شده بود، می‌پردازد.
در ۱۸ سالگی برای دنبال کردن رؤیای خوانندگی و امضای قراردادِ ضبط آهنگ به نیویورک می‌رود. او موفق به دریافت قرارداد اجرای زندهٔ موسیقی در شهرهای بروکلین، کویینز و منهتن شد. در یکی از همین اجراهای زنده برای بیانسه و جی-زی نیز اجرا کرد. سرانجام، ناشر موسیقی تازه‌تأسیس، ترای-سوند، با او قرارداد موسیقی امضا کرد و نخستین آلبوم جاسمین به نام بلوز چیزی نیست اما یک زن خوب بد شد را در سال ۲۰۱۰ منتشر کرد. این آلبوم در سال ۲۰۱۲ در ژاپن منتشر شد و مورد توجه قرار گرفت.
در سال ۲۰۱۰، پس از شرکت در برنامهٔ تلویزیونی آلسانگ پا اسکانسن، بیشتر میان سوئدی‌ها شناخته شد. او در سال ۲۰۱۱ به‌عنوان سلبریتی در برنامهٔ کرسلاگت و در سال ۲۰۱۳ در برنامهٔ لوتا پا لیزبرگ نیز شرکت کرد.
جاسمین در ملودی‌فستیوالن ۲۰۱۷ با آهنگ «جاذبه» شرکت کرد، اما در دور سوم نیمه‌نهایی حذف شد.